# Guennadi Trochev
Guennadi Nikolaïevitch Trotchev (russe : Геннадий Николаевич Трошев), né le 14 mars 1947 à Berlin en zone d'occupation soviétique en Allemagne et mort le 14 septembre 2008 à Perm en Russie, est un colonel général russe de l'armée russe et ancien commandant du district militaire du Caucase du Nord, dont la Tchétchénie, pendant la seconde guerre de Tchétchénie. Il reçut la distinction de héros de la fédération de Russie.

## Biographie

### Jeunesse
Trotchev naît en 1947 à Berlin-Est, dans la zone d'occupation soviétique, fils d'un officier soviétique. Il passe son enfance dans la communauté ethnique russe de Grozny en république tchétchène-ingouche.

### Carrière militaire
En 1969, Trotchev est diplômé de l'école supérieure militaire de Kazan, puis de l'académie militaire des blindés et de l'académie militaire de l'état-major général. Après avoir obtenu son diplôme de l'université des blindés en 1969, Trotchev sert dans les forces blindées soviétiques. Il sert en tant que commandant de la 10e division blindée de la Garde d'Ouralsko-Lvovskaya, puis en tant que commandant du 42e corps d'armée et en tant que commandant du groupe conjoint des forces fédérales en Tchétchénie pendant la première guerre tchétchène  Le 1er juin 1995, Trotchev est nommé commandant de la 58e armée et, depuis le 29 juillet 1997, est commandant adjoint du district militaire du Caucase du Nord. En avril 2000, il est nommé commandant du groupe conjoint des forces fédérales dans le Caucase du Nord.
Au cours de sa carrière de commandant en Tchétchénie, il acquiert une notoriété après avoir préconisé des exécutions publiques de combattants séparatistes,. Des militants des droits de l'homme l'ont accusé de tolérer des abus endémiques dans la république ravagée par la guerre. Au début de la guerre, il déclare que la ville martyr de Grozny ne devra jamais être reconstruite afin de servir d'avertissement contre « toute trahison des minorités ethniques de Russie ». Il défendra également publiquement Iouri Boudanov, jugé pour le meurtre d'une Tchétchène de 18 ans, Elza Koungaïeva.

### Carrière post-militaire
Trotchev défie publiquement, à la télévision nationale, la suggestion du ministre de la Défense Sergueï Ivanov de déménager de Tchétchénie dans le district militaire du Caucase du Nord au commandement du district militaire de Sibérie. En réponse, le président Vladimir Poutine signe un décret limogeant Trotchev de son poste en 2002.
La Fondation Jamestown, une organisation américaine de recherche sur les politiques qui étudie les affaires militaires russes, déclare que l'ordre d'Ivanov demandant à Trotchev de déménager en Sibérie est « ouvert à des interprétations multiples et complexes. Une théorie le relie à un remaniement plus large du personnel à l'approche d'élections majeures en Tchétchénie (et peut-être en réponse à la crise des otages du théâtre de Moscou). Une deuxième explication le lie au processus bloqué de la réforme militaro-administrative ».
Après son limogeage, Trotchev est nommé conseiller du président de la fédération de Russie pour les affaires des cosaques.

### Dernières années et mort
À partir de 2000, Trotchev travaille comme personnel de la fonction publique au cours duquel il promet un certain nombre de documents législatifs importants.
Il décède le 14 septembre 2008 alors qu'il est passager à bord du vol 821 d'Aeroflot, dans lequel survient le crash d'un Boeing 737, ne laissant aucun survivant. Les responsables russes rejettent les soupçons du public selon lesquels l'avion aurait pu être saboté.
Une semaine après la mort de Trotchev, le président de la république tchétchène Ramzan Kadyrov renomme la rue Krasnoznamennaya à Grozny en son honneur.

### Médailles et rubans militaires
|  | Ordre du Mérite militaire                                                                                 |
|  | Ordre de l'Amitié des Peuples                                                                             |
|  | Ordre de Service à la Patrie dans les forces armées de l'URSS de 3e classe                                |
|  | Médaille du jubilé « 300 ans de la marine russe »                                                         |
|  | Médaille de Joukov                                                                                        |
|  | Médaille du jubilé « En commémoration du 100e anniversaire de la naissance de Vladimir Ilitch Lénine »    |
|  | Médaille « Vétéran des forces armées de l'URSS »                                                          |
|  | Médaille du jubilé « 50 ans des forces armées de l'URSS »                                                 |
|  | Médaille du jubilé « 60 ans des forces armées de l'URSS »                                                 |
|  | Médaille du jubilé « 70 ans des forces armées de l'URSS »                                                 |
|  | Pour la vaillance militaire de 1re classe (ministère de la défense)                                       |
|  | Pour le renforcement de la coopération militaire (ministère de la Défense)                                |
|  | Pour la valeur, en argent (ministère de la justice de Russie)                                             |
|  | Pour le renforcement de la coopération militaire (ministère de l'intérieur)                               |
|  | Pour le renforcement de la coopération militaire (service fédéral de sécurité de la fédération de Russie) |
|  | Pour la participation à l'opération anti-terroriste                                                       |
|  | Médaille « Pour service impeccable » de 1re classe                                                        |
|  | Médaille « Pour service impeccable » de 2e classe                                                         |
|  | Médaille « Pour service impeccable » de 3e classe                                                         |